# Amanda Davies (científica)
Amanda Davies es una geógrafa australiana y profesora titular del Departamento de Planificación y Geografía de la Universidad John Curtin. Para diciembre de 2016, planeaba partir en una misión a la Antártida junto con Samantha Hall.